# Seconda battaglia di Verrettes
La seconda battaglia di Verrettes fu un episodio della rivoluzione haitiana.

## La battaglia
Le truppe anglo-realiste comandate dal colonnello Dessources si diressero a conquistare Verrettes, con truppe che secondo Toussaint Louverture si aggiravano attorno alle 600-700 unità e secondo lo storico Thomas Madiou erano attorno alle 2000. Le truppe britanniche comprendevano una legione di cacciatori, costituita per la maggior parte da bianchi realisti creoli che si erano già distinti sul campo. Avvicinandosi a Mirebalais ed a Verrettes, Toussaint Louverture lasciò Les Gonaïves come pure la Petite Rivière de l'Artibonite, per risalire il fiume Artibonite e portarsi a Verrettes con la propria armata, forte, come ebbe a riportare Thomas Madiou, di circa 10 000 uomini, con l'obbiettivo finale di prendere Saint-Marc. Informato di questo fatto, Dessources riunì il suo consiglio di guerra, ma dovette concluderne di essere in eccessiva inferiorità e dispose pertanto l'evacuazione di Verrettes. Gli anglo-realisti vennero costretti a ripiegare su Saint-Marc.
Questa battaglia venne menzionata nel rapporto del 31 agosto redatto da Toussaint ed inviato al generale Lavaux :
Inviata una lettera a Guy tornai alla Petite-Rivière ed ordinai a Dessalines di attaccare il nemico nel borgo di Verrettes. Quaranta uomini dei nostri rimasero uccisi e sessantadue furono i feriti, ma il nemico ne perse trecento.
Dopo quest'azione inviai ordini a Clairvaux, comandante del battaglione della Marmelade, di portarsi alla Petite-Rivière alla testa di tre compagnie del suo battaglione per rimpiazzare i soldati morti nel corso di quest'azione.»